# INTO THE WIND
『INTO THE WIND』（イントゥー・ザ・ウィンド）は、日本の歌手・尾崎裕哉の3枚目のミニ・アルバムである。2019年3月14日にGETTySBURGより発売。

## 概要
尾崎裕哉のEP3作目で、ONE MAN STAND 2019 SPRING を記念してリリースした全編弾き語りフォークEP。と発売当初ライブコンサート会場のみで販売された限定盤。未発売曲から3曲と新曲1曲が収録された。 レコーディング・エンジニアはYASUTOSHI TANAKA。

## 収録曲
1. Just Stop For A Moment And Smile
作詞・作曲/尾崎裕哉
2. 流れる風のように
作詞・作曲/尾崎裕哉
3. 誰かのために
作詞・作曲/尾崎裕哉
4. ダイニングテーブル
作詞・作曲/尾崎裕哉